# Dagmar Skálová
Dagmar Skálová, roz. Šimková, křtěná Dagmar Eleonora Věnceslava, mezi skauty přezdívaná Rakša (6. listopadu 1912 Plzeň – 15. července 2002), byla významná česká skautka a politická vězeňkyně.

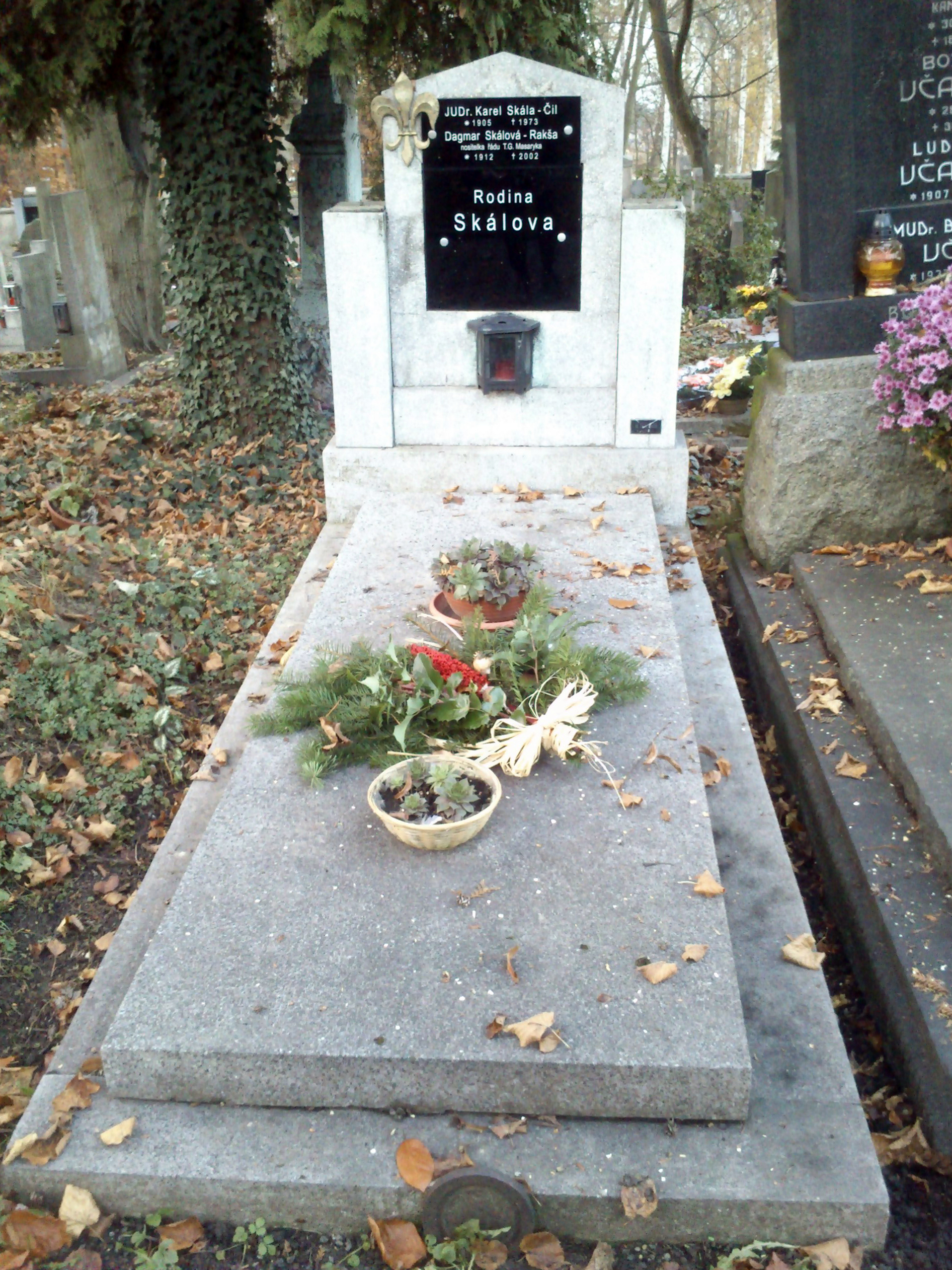
Hrob skautů Dagmar Skálové rozené Šimkové - Rakši a Karla Skály - Čila na Ústředním hřbitově v Plzni

## Životopis
Dagmar Šimková se narodila v Plzni. Zde studovala na obecné škole a později na reálném gymnáziu. V roce 1934 vstoupila do skautského oddílu a získala přezdívku Rakša po matce vlčici z Knih džunglí. Byla vůdkyní dívčího oddílu v pražském středisku Šipka. Skautingu se věnovala i se svým manželem dr. Karlem Skálou – Čílem, předúnorovým velitelem Svojsíkovy oblasti.
Po roce 1948 se jako skautská oddílová vedoucí zapojila do protikomunistického odboje. Dne 17. května 1949 byla zatčena v souvislosti s vyšetřováním Prokešova puče, do kterého se zapojili někteří skauti. Jako skautská vedoucí měla společně s dalšími skauty zajišťovat lékařské ošetření a spojení mezi povstalci. Její manžel Karel se podílel na práci štábu a velení celé operace. Dagmar Skálová spolupracovala s Jiřím Navrátilem, který v té době byl vůdce 2. vodního oddílu. Do převratu se zapojili vůdcové a skautští činovníci se staršími členy oddílů. Byli to mimo jiné František Falerski (Bonny), Jiří Řehák (Traper), Pavel Holý (Katug), Ivan Kieslinger (Kyslík) a další.
Pokus o puč v květnu 1949 byl prozrazen. Během vyšetřování se Dagmar Skálová chovala statečně, veškerou vinu brala na sebe, částečně ve snaze odvrátit možnost trestu smrti (ty se ženám až do procesu s Miladou Horákovou neudělovaly). Dagmar Skálové se podařilo po dohodě mezi zatčenými, např. i morseovkou, přesvědčit Státní bezpečnost, že zapojení skauti byli přesvědčeni o tom, že jsou pouze součástí velké noční hry pražského Junáka. Tím se podařilo zachránit většinu z nich před odsouzením. Dne 8. srpna 1949 byla odsouzena na doživotí; Jiří Navrátil byl ve stejném procesu odsouzen na 20 let vězení.
Byla vězněna do roku 1965. I ve vězení zůstala aktivní – v roce 1956 patřila do skupiny žen, které napsaly generálnímu tajemníkovi OSN dopisy s protestem proti porušování lidských práv v Československu.
Za své zásluhy a životní postoje obdržela v roce 1997 Řád T. G. Masaryka.
Zemřela roku 2002. Pohřbena byla na Ústředním hřbitově v Plzni, v rodinném hrobě spolu s manželem Karlem.